# Paul Magnette (politicus)
Paul Magnette (Leuven, 28 juni 1971) is een Belgisch politicoloog en politicus voor de Parti Socialiste. Hij is de voorzitter van de PS en was burgemeester van Charleroi.

## Levensloop
Magnette is de zoon van een arts en een advocate. Hij heeft vier kinderen en is gescheiden.
In 1993 werd hij licentiaat in de politieke wetenschappen aan de ULB, waar hij in 1994 nog een bijzondere licentie in Europese politieke studies behaalde. In 1994-1995 studeerde hij aan de Universiteit van Cambridge "geschiedenis van het politieke denken".
Van 1995 tot 1999 werkte hij als doctoraal onderzoeker aan het Nationaal Fonds voor Wetenschappelijk Onderzoek. Zijn doctoraatsthesis ging over Het burgerschap binnen de Europese constructie (1999). Daarna werkte hij van 1999 tot 2000 als onderzoeksleider voor dit fonds. Ook werd hij assistent aan de ULB, waar hij van 2000 tot 2001 lector en van 2001 tot 2005 docent was. Vervolgens was hij van 2005 tot 2007 hoogleraar in de politieke wetenschappen. Van 2001 tot 2007 was hij eveneens directeur van het Instituut voor Europese Studies aan de ULB. Hij was daarnaast vanaf 1999 buitengewoon hoogleraar aan het Institut d'études politiques de Paris, alsook gastdocent bij verschillende Europese en Noord-Amerikaanse universiteiten. Aan de ULB richtte hij samen met Pascal Delwit en Jean-Michel De Waele het politieke studiecentrum CEVIPOL op.
Hij maakte tevens deel uit van de Paviagroep, een Belgische politieke denktank die zich bezighoudt met veranderingen aan de Belgische federale structuur in de zin van versterking van de federale instellingen. Op zijn vakgebied heeft hij verscheidene boeken geschreven en diverse prijzen ontvangen, waaronder de Francquiprijs in 2000 (samen met Éric Remacle) en de Prijs Jean Rey in 2004.

## Politieke carrière
Als socialistisch militant ging Magnette in juni 2007 in op het verzoek van toenmalig Waals minister-president en partijvoorzitter van de PS Elio Di Rupo om als bemiddelaar orde op zaken te stellen in de door corruptieschandalen geplaagde partijafdeling in de Henegouwse industriestad Charleroi. Hij slaagde erin  om de stad uit de politieke crisis te redden en werd daarna op 20 juli 2007 benoemd tot minister van Gezondheid, Sociale Actie en Gelijke Kansen in de herschikte Waalse regering.
Op 21 december 2007 werd hij federaal minister voor Klimaat en Energie, verantwoordelijk voor de Duurzame Ontwikkeling en Consumentenzaken, in de interim-regering-Verhofstadt III. Hij had op dat ogenblik nog geen lange politieke carrière op het oog, daar hij slechts een politiek verlof van twee jaar aan de ULB nam. Magnette liet zijn politieke toekomst afhangen van de uitslag van de regionale verkiezingen in 2009. Hij werd in elk geval door PS-voorzitter Elio Di Rupo beschouwd als een 'coming man' in de PS.
Op 20 maart 2008 werd hij benoemd tot minister van Klimaat en Energie in de regering-Leterme I. Hij behield deze bevoegdheid in de regering-Van Rompuy, die startte in december 2008 en opnieuw in de regering-Leterme II. In december 2011 werd hij minister van Overheidsbedrijven, Ontwikkelingssamenwerking en Wetenschapsbeleid in de regering-Di Rupo.
Bij de regionale verkiezingen van 2009 werd Magnette voor het arrondissement Charleroi verkozen in het Waals Parlement en het Parlement van de Franse Gemeenschap. Hij legde wel de eed af, maar liet zich daarna vervangen om minister te kunnen blijven. Bij de federale verkiezingen van 2010 werd hij als PS-lijsttrekker vervolgens verkozen in de Senaat, waar hij zetelde van 2010 tot 2011 en opnieuw van 2013 tot 2014.
Bij de gemeenteraadsverkiezingen van oktober 2012 was Paul Magnette lijsttrekker voor de PS in Charleroi. Hij beloofde de regering te verlaten als hij er burgemeester kon worden. Hij slaagde erin om burgemeester van Charleroi te worden en verliet de regering op 17 januari 2013. Hij werd op dezelfde datum ook voorgedragen als nieuwe partijvoorzitter. Magnette was in wezen waarnemend voorzitter, aangezien premier Elio Di Rupo was aangebleven als titelvoerend voorzitter van de partij, maar fungeerde als een volwaardige partijvoorzitter. Magnette nam zijn mandaat als senator eveneens weer op.
Bij de verkiezingen van mei 2014 werd Magnette voor de tweede keer verkozen in het Waals Parlement en het Parlement van de Franse Gemeenschap. Op 22 juli 2014 werd hij minister-president van Wallonië, waardoor hij ontslag nam als waarnemend partijvoorzitter en Elio Di Rupo opnieuw volwaardig voorzitter van de partij werd. In oktober 2016 veroorzaakte Magnette heel wat opschudding in binnen- en buitenland toen hij als Waals minister-president weigerde om het CETA-verdrag met Canada goed te keuren. Uiteindelijk stemde Paul Magnette, na een nieuwe onderhandelingsfase en het binnenhalen van nog enkele garanties ten voordele van de Waalse landbouwers in de bijlagen van het verdrag, op 28 oktober 2016 dan toch in met de ratificatie van CETA door het Waalse Parlement.
Op 26 juli 2017 werd een nieuw Waals regeerakkoord gesloten tussen MR en cdH, waarna Magnette twee dagen later als Waals minister-president werd opgevolgd door Willy Borsus. Magnette keerde niet terug naar zijn parlementaire mandaten en nam ontslag om voltijds burgemeester van Charleroi te worden. Na de gemeenteraadsverkiezingen van oktober 2018 bleef hij burgemeester.
Bij de verkiezingen van mei 2019 trok Magnette de PS-lijst voor het Europees Parlement. Hij werd verkozen, maar besloot zijn zetel niet op te nemen. In september 2019 stelde hij zich, zonder concurrentie, kandidaat om Elio Di Rupo op te volgen als voorzitter van de PS. Op 19 oktober werd hij verkozen met 95,4 procent van de stemmen. Op 11 maart 2023 werd Magnette herkozen als voorzitter van de PS. Hij was de enige kandidaat en behaalde 93,5 procent van de stemmen.
Op 5 november 2019 werd hij in het kader van de federale regeringsformatie door koning Filip aangesteld tot informateur. Op 10 december werd hij van zijn opdracht ontheven. In latere fases van de formatie vervulde hij nog enkele keren een opdracht. In mei 2020 nam hij samen met Conner Rousseau, voorzitter van sp.a, het initiatief om de regeringsgesprekken opnieuw aan te vatten, die na de vorming van de tijdelijke regering-Wilmès II in maart dat jaar waren stilgevallen. Magnette en Rousseau stelden aan het einde van hun opdracht voor om een minderheidsregering te vormen, maar dat stuitte op te veel tegenkanting. Van juli tot augustus 2020 was Magnette samen met N-VA-voorzitter Bart De Wever preformateur. Ze hadden het doel om een paars-gele regering van N-VA, PS, sp.a, CD&V, cdH en Open Vld te vormen, maar Magnette en De Wever slaagden er niet in om Open Vld van deze formule te overtuigen. Vervolgens werd onderhandeld over de zogenaamde Vivaldicoalitie. Toen de formatiefase kon worden aangevat, werden Magnette en Alexander De Croo (Open Vld) in september 2020 aangesteld tot coformateurs. Dit resulteerde begin oktober dat jaar in de regering-De Croo.
Magnette voerde bij de federale verkiezingen van juni 2024 de PS-lijst voor de kieskring Henegouwen aan en werd als dusdanig verkozen in de Kamer van volksvertegenwoordigers. Bij de federale en regionale verkiezingen verloor de PS haar marktleiderschap in Franstalig België aan de liberale MR, waarna de partij in de oppositie besloot te gaan. Magnette bood na de verkiezingen zijn ontslag aan als partijvoorzitter, maar dit werd door het partijbestuur geweigerd.

## Talenkennis
Paul Magnette is drietalig en geeft interviews in die drie talen: Frans, Nederlands en Engels. Hij heeft jarenlang kronieken in de kranten De Morgen en De Standaard geschreven.

## Eretekens
- Europese Unie 2000: Europese Emile Bernheim Prijs
- België 2000: Francquiprijs, samen met Éric Remacle "Uitzonderlijke Prijs voor Europese Studies"
- België 2010: Commandeur in de Leopoldsorde[17]
- Japan 2016: IIIe Klasse met gouden ster en cravatte in de Orde van de Rijzende Zon[bron?]
- Denemarken 2017: Grootkruis in de Orde van de Dannebrog[18]
- België 2019: Grootofficier in de Leopoldsorde[19]

## Publicaties
- De omgekeerde wereld - Hoe we uit de crisis zullen raken, Manteau, 2013, ISBN 9789085425038
- Onsterfelijk links, De Bezige Bij, 2016, ISBN 9789023497783
- Het volle leven, Manteau, 2023, ISBN 9789022340318

## Publicaties in andere talen
- (fr) De l'étranger au citoyen, construire la citoyenneté européenne, De Boeck Université, serie "L'homme, l'étranger" (richting) 1997.
- (fr) De Maastricht à Amsterdam, L’Europe et son nouveau traité, Complexe, serie Études européennes (co-richting), 1998.
- (fr) Union européenne et nationalités - Le principe de non-discrimination et ses limites, Bruylant (co-richting), 1999.
- (fr) Gouverner la Belgique - Clivages et compromis dans une société complexe, PUF, serie "Politiques d’aujourd’hui" (co-richting), 1999.
- (fr) À quoi sert le Parlement européen? - Stratégies et pouvoirs d’une assemblée transnationale, Complexe, serie "Études européennes" (co-richting), 1999.
- (fr) La citoyenneté européenne - Droits, politiques, institutions, Éditions de l’Université de Bruxelles, serie "Études européennes", 1999.
- (fr) La constitution de l'Europe, Bruxelles, Éditions de l'Université de Bruxelles, serie "Études européennes", (richting), 2000.
- (fr) Le nouveau modèle européen, Vol. I, Institutions et gouvernance, Vol. II, Politiques et relations extérieures, Brussels, Éditions de l'Université de Bruxelles, 2000, 174 + 242 pag., (co-richting met Éric Remacle).
- (fr) Le souverain apprivoisé, l'Europe, L'État et la démocratie, Bruxelles, Complexe, serie "Études européennes", 2000, ISBN 9782870278147
- (fr) La citoyenneté - Une histoire de l'idée de participation civique, preface by John Dunn, Brussels, Bruylant, 2001.
- (fr) La constitution de l'Europe, Brussels, Éditions de l'Université de Bruxelles, serie "Études européennes", (richting), 2002.
- (en) The Convention on the Future of Europe, Working Towards a Constitution, London, Federal Trust, 2003, with Jo Shaw, Lars Hoffmann en Anna Vergès Bausili.
- (fr) Le régime politique de l’Union européenne, Paris, Presses de Sciences Po, 2006, ISBN 9782724620658
- (fr) Contrôler l’Europe - Pouvoir et responsabilités dans l’Union européenne, Brussels, Éditions de l’Université de Bruxelles, serie « Études européennes», 2003.
- (fr) La grande Europe, Brussels, Éditions de l'Université de Bruxelles, Collection de l'Institut d'études européennes, (co-richting), 2004.
- (fr) Vers un renouveau du parlementarisme? co-editing with O. Costa and E. Kerrouche, Brussels, Éditions de l’Université de Bruxelles, (co-richting), 2004.
- (en) What is the European Union?, Basignstoke, Palgrave, 2005.
- (fr) Citizenship - The history of an Idea, London, ECPR Book Series, 2005 ISBN 9780954796655
- (fr) Au nom des peuples, le malentendu constitutionnel européen, Paris, Éditions du Cerf, 2006
- (fr) Judith Sklar : le libéralisme des opprimés, Éditions Michalon, 2006, ISBN 9782841863327
- (fr) Grandeur et misère de l'idée nationale, Liège, Luc Pire, 2011.
- (fr) La Gauche ne meurt jamais, Liège, Luc Pire, 2015
- (fr) Pasolini ou la raison poétique suivi de Pasolini politique, serie "Essais", Éditions L’Arbre à paroles, Brussels, 2016
- (fr) CETA Quand l'Europe déraille, Liège, Luc Pire, 2017, ISBN 9782507054847
- (fr) Voyage à Charleroi, Liége, Luc Pire, 2018, ISBN 9782875421593
- (fr) Le chant du pain, petit traité de l'art boulanger, photos Jean-Pierre Gabriel, Renaissance du Livre, Waterloo, 2019, ISBN 9782507056506
- (fr) La vie large, manifeste écosocialiste, éditions La Découverte, 2022, ISBN 978-2348075025